# Paris-Roubaix de 1954
A 52.ª edição da Paris-Roubaix teve lugar a 11 de abril de 1954 e foi vencida pelo belga Raymond Impanis.

## Classificação final
|    | Ciclista         | Equipa               | Tempo      |
| -- | ---------------- | -------------------- | ---------- |
| 1  | Raymond Impanis  | Mercier-Hutchinson   | 6h 54' 43" |
| 2  | Constant Ockers  | Peugeot-Dunlop       | + 06"      |
| 3  | Marcel Rijckaert | Mercier-Hutchinson   | m. t.      |
| 4  | Ferdinand Kübler | Fiorelli             | m. t.      |
| 5  | Serge Blusson    | Stella-Wolber-Dunlop | m. t.      |
| 6  | Raoul Rémy       | Mercier-Hutchinson   | m. t.      |
| 7  | Marcel de Mulder | Terrot-Hutchinson    | m. t.      |
| 8  | Germain Derijcke | Alcyon-Dunlop        | m. t.      |
| 9  | Henri Surbatis   | Rochet               | m. t.      |
| 10 | Roger Decock     | Bertin               | m. t.      |